# Oosterhout
Oosterhout (anhörenⓘ) ist eine Gemeinde (Niederlande) in der  Provinz Noord-Brabant mit 58.381 Einwohnern (Stand 1. Januar 2025). Ihre Gesamtfläche beträgt etwa 73 km².

## Orte
Zur Gemeinde gehören die Stadt Oosterhout und die Dörfer Den Hout, Dorst und Oosteind.

## Lage und Wirtschaft
Oosterhout liegt etwa 8 km nördlich der Innenstadt von Breda (regelmäßige Busverbindung) an der Autobahn Breda – Utrecht. Der Wilhelminakanal verbindet es mit Tilburg und mit der Amer (die sich  bei Geertruidenberg mit der „Bergse Maas“ vereint und in westliche Richtung in das Hollands Diep mündet).
In Oosterhout gibt es ziemlich viel Industrie, unter anderem die Süßwarenfabrik Jamin, ein Zentrallager der Eglo Leuchten, eine Produktionsstätte zur Fruchtverarbeitung der Döhler GmbH und viele Kleinbetriebe. Der weltgrößte Hersteller von Einkaufswagen Wanzl betreibt seit 1970 in Oosterhout eine Service- und Vertriebsniederlassung.

## Geschichte
Oosterhout wurde 1213 erstmals urkundlich erwähnt. Der Herr von Strijen, der für die Gegend sehr bedeutsam war, ließ hier 1288 ein Schloss bauen. Willem van Duvenvoorde (* 1290, † in Brüssel 1353), kaufte dieses Schloss 1324. Er war sehr reich und erwarb die Herrschaft über das ganze Gebiet um Breda und Bergen op Zoom (die Herrlichkeit Oosterhout).
In der Nacht vom 18. zum 19. November 1421 gab es eine Flutkatastrophe, die Sankt Elisabethsflut, durch die sich die Ländereien nördlich von Oosterhout in unfruchtbaren Sumpf verwandelten.

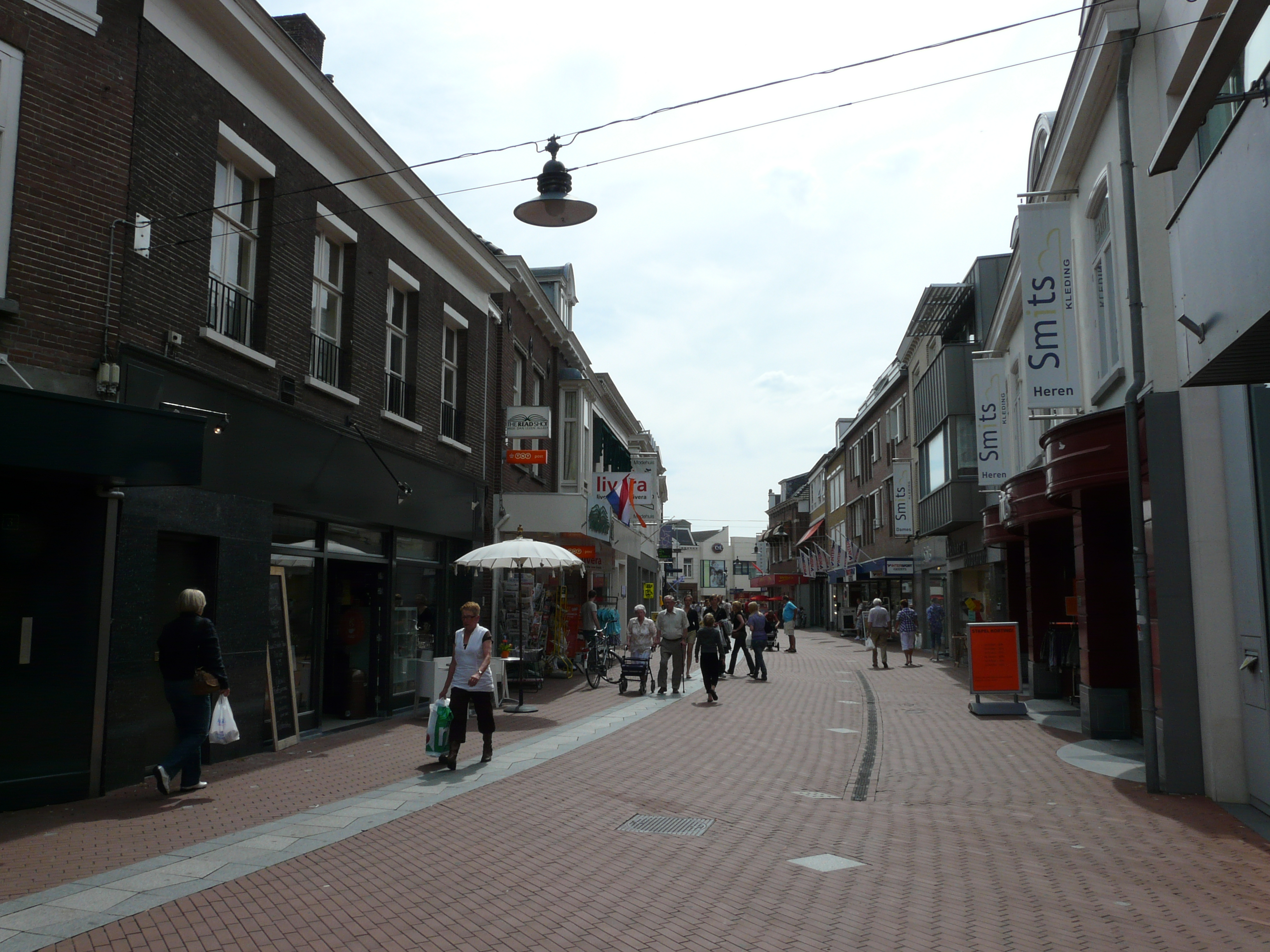
In der Innenstadt Oosterhout

Zwischen 1300 und 1800 ließen mehrere Adelsgeschlechter hier Herrenhäuser, sogenannte slotjes (zu deutsch: „Schlösschen“) bauen. Im Jahre 1625, als Breda von Friedrich Heinrich belagert wurde, erlitt Oosterhout schwere Kriegsschäden.
Trotz der protestantischen Herrschaft konnten sich mehrere Klöster in Oosterhout behaupten, beispielsweise die Benediktiner, die Benediktinerinnen und die Norbertinerinnen. Die Norbertinerinnen ließen sich 1647 in einem ehemaligen Schloss nieder. Ihre Abtei, Sint-Catharinadal (Sankt Catharina im Tal), besteht bis heute. Die Ordensschwestern widmen sich unter anderem der Restaurierung von alten Büchern.
Das Benediktinerkloster St. Paulus (Sint-Paulusabdij) wurde 1907 von Mönchen gegründet, die aus der Abtei Saint-Paul in Wisques vertrieben worden waren. 1928 wurde es zur Abtei erhoben. 2006 mussten sich die Benediktiner mangels Nachwuchs aus der Abtei zurückziehen. Sie wurde von der Gemeinschaft Chemin Neuf übernommen. Es besteht noch das 1924 zur Abtei erhobene Kloster Onze-Lieve-Vrouweabdij, das aus der Benediktinerinnenabtei Wisques hervorgegangen war.
Um 1860 begann die Industrialisierung der bisher agrarischen Gemeinde, als Zigarrenfabrikanten hier ein Unternehmen gründeten.

## Sehenswürdigkeiten

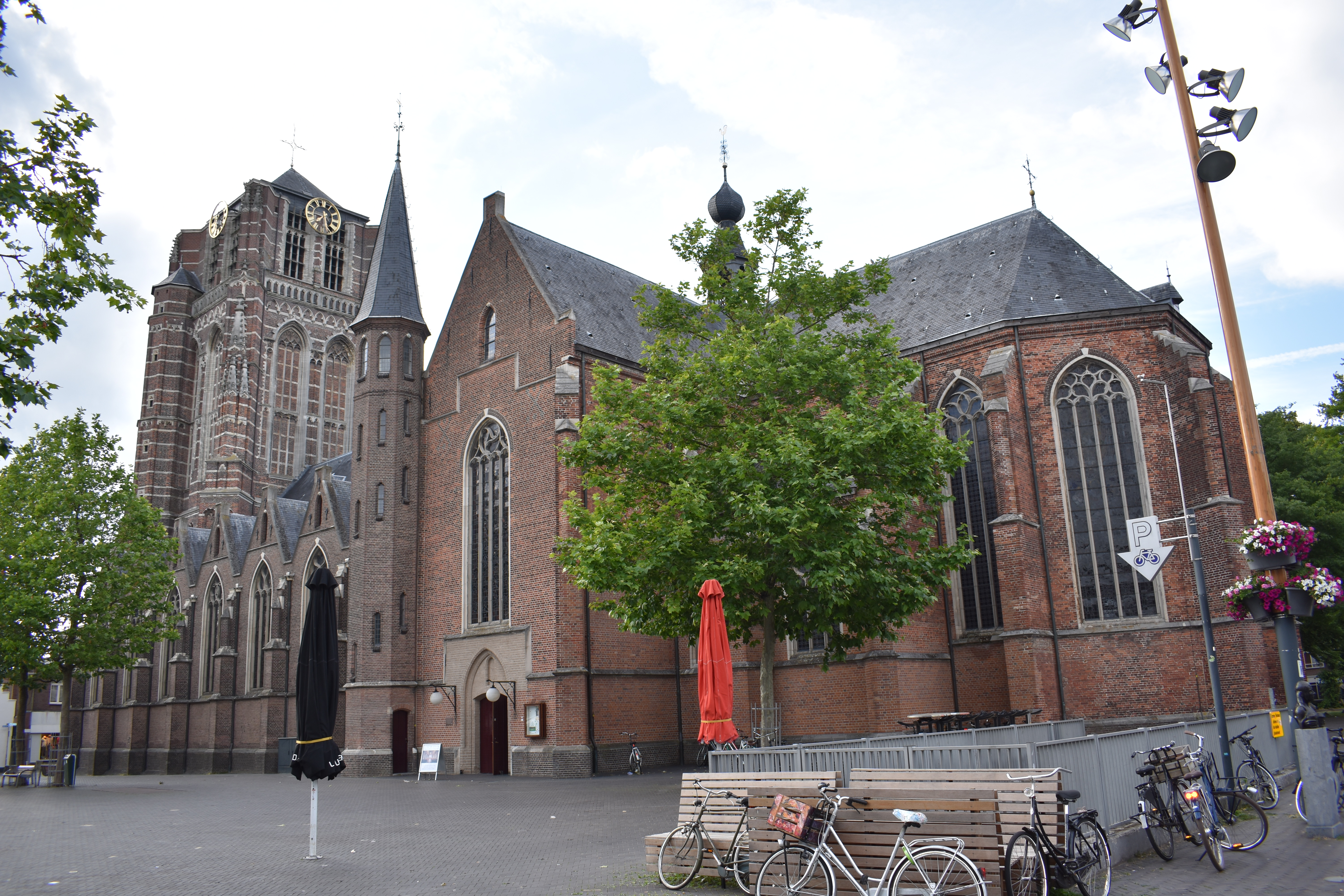
Die Basilika Johannes de Doper (Johannes der Täufer)

In Oosterhout stehen einige Herrenhäuser aus dem 18. und 19. Jahrhundert, die sogenannten „slotjes“, Schlösschen.
Die Basilika Johannes der Täufer, die 1475 durch Mitglieder der Johanniter erbaut und 2000 zuletzt restauriert wurde, und die Häuser am Platz „Heuvel“ (deutsch: Hügel) sind bemerkenswert.
Auch das Kloster St.-Catharinadal ist sehenswert.

## Politik
Die lokale Wählergruppe Gemeentebelangen Oosterhout konnte sich bei der Kommunalwahl im Jahr 2022 mit 22,94 Prozent durchsetzen und ihren Wahlsieg aus den Jahren 2014 und 2018 verteidigen. Die Koalition der Legislaturperiode 2018–2022 bestand neben Gemeentebelangen Oosterhout aus der CDA und der VVD.

### Gemeinderat
Der Gemeinderat wird seit 1982 folgendermaßen gebildet:
| Partei                      | Sitze a | Sitze a | Sitze a | Sitze a | Sitze a | Sitze a | Sitze a | Sitze a | Sitze a | Sitze a | Sitze a |
| Partei                      | 1982    | 1986    | 1990    | 1994    | 1998    | 2002    | 2006    | 2010    | 2014    | 2018    | 2022    |
| --------------------------- | ------- | ------- | ------- | ------- | ------- | ------- | ------- | ------- | ------- | ------- | ------- |
| Gemeentebelangen Oosterhout | 6       | 9       | 10      | 11      | 8       | 8       | 6       | 5       | 6       | 10      | 8       |
| GroenLinks                  | –       | –       | –       | –       | –       | 1       | 1       | 2       | 3       | 5       | 4       |
| VVD                         | 5       | 4       | 3       | 4       | 6       | 5       | 4       | 5       | 6       | 6       | 4       |
| Gezond Burger Verstand      | –       | –       | –       | –       | –       | –       | 1       | 4       | 3       | 3       | 4       |
| Voor Heel Oosterhout        | –       | –       | –       | –       | –       | –       | –       | –       | –       | –       | 3       |
| D66                         | 1       | 1       | 3       | 4       | 2       | 2       | 1       | 2       | 3       | 2       | 3       |
| CDA                         | 10      | 8       | 8       | 5       | 6       | 7       | 5       | 4       | 4       | 3       | 2       |
| Lokaal Open en Sociaal      | –       | –       | –       | –       | –       | –       | –       | –       | –       | –       | 2       |
| PvdA                        | 4       | 7       | 4       | 5       | 5       | 4       | 8       | 5       | 1       | 1       | 1       |
| Groen Brabant               | –       | –       | –       | 2       | 4       | 3       | 2       | 2       | 1       | 1       | –       |
| SP                          | –       | –       | –       | –       | –       | –       | 2       | 1       | 4       | –       | –       |
| Onafhankelijke Fractie      | –       | –       | –       | –       | –       | 1       | 1       | 1       | 0       | –       | –       |
| De Groenen                  | –       | –       | 1       | –       | –       | –       | –       | –       | –       | –       | –       |
| PSP                         | 1       | 0       | –       | –       | –       | –       | –       | –       | –       | –       | –       |
| CPN                         | 1       | 0       | –       | –       | –       | –       | –       | –       | –       | –       | –       |
| Gesamt                      | 27      | 29      | 29      | 31      | 31      | 31      | 31      | 31      | 31      | 31      | 31      |

Anmerkungen

### College van B&W
Die Koalitionsparteien CDA und VVD stellen dem College van burgemeester en wethouders jeweils einen Beigeordneten bereit. Die Lokalpartei Gemeentebelangen Oosterhout hingegen wird durch zwei Beigeordnete repräsentiert. Folgende Personen gehören zum Kollegium und haben folgende Ressorts inne:
| Funktion         | Name                 | Partei                      | Ressort | Anmerkung                                 |
| ---------------- | -------------------- | --------------------------- | --- | ----------------------------------------- |
| Bürgermeister    | Gerdo van Grootheest | GroenLinks                  | allgemeine administrative Koordination, Strategie, öffentliche Ordnung und Sicherheit, externe Sicherheit, Überwachung und Vollstreckung, sonstige gesetzliche Aufgaben, regionale Verwaltungszusammenarbeit, Kommunikation und Bürgerpartizipation | seit dem 15. Januar 2025 im Amt           |
| Beigeordnete     | Marian Witte         | Gemeentebelangen Oosterhout | Bauen und Wohnen, Natur und Grün, Mobilität, Projekt Umweltgesetz, Sport | erste Stellvertreterin des Bürgermeisters |
| Beigeordnete     | Robin van der Helm   | VVD                         | Wirtschaftswesen, Projekt Innenstadt, regionale Wirtschaftszusammenarbeit, Markenmanagement und Stadtmarketing, Jugend, integrale Sicherheit, Bildung                                                                                               | zweiter Stellvertreter des Bürgermeisters |
| Beigeordnete     | Marcel Willemsen     | CDA                         | Erwerbsmittel, öffentliche Versorgungsunternehmen, Projekt Rathaus, Dienstleistung, Grundprobleme, Nachhaltigkeit und Umwelt, Arbeitsmarkt und -partizipation, Sozialwesen                                                                          | dritter Stellvertreter des Bürgermeisters |
| Beigeordnete     | Clemens Piena        | Gemeentebelangen Oosterhout | Pflege und Wohl, öffentlicher Raum, Informationstechnik und Datenmanagement, Kultur und Medien | vierter Stellvertreter des Bürgermeisters |
| Gemeindesekretär | Paul de Ridder       | –                           | – | seit Januar 2010 im Amt                   |

## Söhne und Töchter der Stadt
- Willem Hendrik de Vriese (1806–1862), Mediziner und Botaniker
- Remigius Adrianus Haanen (1812–1894), Landschaftsmaler
- Adriana Johanna Haanen (1814–1895), Blumen- und Stilllebenmalerin
- Christiaan Snouck Hurgronje (1857–1936), Arabist und Islamkundiger
- Marinus De Jong (1891–1984), Komponist und Pianist
- Hanns Jacobsen (1905–1985), deutscher Rechtsanwalt und Wirtschaftsjurist
- André Rasenberg (1914–1994), Boxer
- Antoine Beuger (* 1955), Broker, Komponist, Kulturmanager und Musikverleger
- Jan Liesen (* 1960), römisch-katholischer Geistlicher, Bischof von Breda ab 2011
- Hans van Oosterhout (* 1965), Jazz- und Fusionmusiker
- Sander Zwegers (* 1975), Mathematiker und Hochschullehrer
- Jaap Robben (* 1984), Autor und Theaterautor
- Malou Pheninckx (* 1991), Hockeyspielerin
- Niels Laros (* 2005), Mittelstreckenläufer